# プブリウス・クラウディウス・プルケル (紀元前249年の執政官)
プブリウス・クラウディウス・プルケル（ラテン語: Publius Claudius Pulcher、生没年不詳）は、第一次ポエニ戦争期の共和政ローマの政治家・軍人。コグノーメンのプルケルには美しい、麗しいというような意味がある。

## 経歴
名門クラウディウス氏族の出自。紀元前253年にアエディリス・クルリスを務め、紀元前249年にコンスルに当選する。そしてコンスルとして第一次ポエニ戦争に参戦したが、カルタゴに敗戦してしまう。
理由は戦闘前の鳥占いで使われる聖なる鶏の餌のついばみ方が悪かったことを無視した結果と伝えられるが、スエトニウス、キケロ、ウァレリウス・マクシムスによれば、プブリウスは「餌を食べないのなら水なら飲むだろう」と言って聖なる鶏を海に放り投げたという。
彼自身は逃げ延びたものの、翌年の護民官に反逆罪で告訴され、12万アスもの罰金刑を受けた。

## 家族
当項目のプルケルの父は紀元前264年の執政官アッピウス・クラウディウス・カウデクスの可能性があり、その場合、紀元前240年の執政官ガイウス・クラウディウス・ケントが恐らく兄弟となる。
姉妹のクラウディアは紀元前246年にローマの混雑に巻き込まれ馬車が身動き出来なくなると、「兄が生き返ってまた艦隊を率いてくれればこの混雑が少しはましになるのに」と発言し、侮辱罪として25000アスの罰金を科されている。